# Celler Terrer de Pallars
Terrer del Pallars és un celler de Figuerola d'Orcau, una empresa que comença el 2010 i que elabora vins de la Denominació d'Origen Costers del Segre.
Va ser fundat el 2010 per Núria Bigorra. El celler està situat en el que havia estat un antic celler, del qual hi ha documentació que afirma que ja existia el 1703. Disposa de 3 hectàrees de propietat de vinyes a uns 650 m d'alçada, on es cultiva monestrell, sirà, macabeu (blancs), i chardonnay, merlot, ull de llebre, i cabernet sauvignon (negres).
A la finca la terra és de tipus calcària. Els vins que elabora Terrer del Pallars estan al mercat amb les etiquetes Conca d'Orcau (blanc, macabeu) i Conca de Tremp (negre, merlot i cabernet).